# آرثر كالول
آرثر أوغسطس كالوِل -من مواليد 28 أغسطس 1896، وتوفي في 8 يوليو 1973، كان سياسيًا أستراليًا شغل منصب زعيم حزب العمال من عام 1960 حتى عام 1967. قاد الحزب خلال ثلاث انتخابات فيدرالية، خسرها جميعًا على التوالي. كان يُعد سياسيًا مرموقًا في ذلك الوقت.
نشأ كالوِل في ملبورن وارتاد كلية القديس يوسف. بعد تركه المدرسة، بدأ العمل كاتبًا في حكومة ولاية فيكتوريا. انخرط في الحركة العمالية مسؤولًا في نقابة عمال القطاع العام. قبل دخوله البرلمان، شغل كالوِل مناصب مختلفة في الجناح التنظيمي لحزب العمال، تتضمن فترات رئيسًا للفرع الولائي وعضو في اللجنة التنفيذية الفيدرالية. انتُخب لعضوية مجلس النواب في الانتخابات الفيدرالية لعام 1940، ممثلًا عن دائرة ملبورن.
بعد انتخابات عام 1943، عُيّن كالوِل في الحكومة وزيرًا للإعلام، إذ أشرف على الرقابة الحكومية والدعاية خلال الحرب العالمية الثانية. عندما أصبح بن تشيفلي رئيسًا للوزراء عام 1945، عُيِّن كالوِل أيضًا وزيرًا للهجرة. أشرف على إنشاء خطة أستراليا الموسعة للهجرة بعد الحرب، وفي الوقت ذاته فرض بصرامة سياسة أستراليا البيضاء. عام 1951، انتُخب نائبًا لزعيم حزب العمال خلفًا لإتش. في. إيفات، الذي تولى القيادة بعد وفاة تشيفلي. خلال العقد التالي، وقع خلاف بين الرجلين في عدة مناسبات، تضمن الانقسام الحزبي عام 1955. عام 1960، تقاعد إيفات واختير كالوِل خلفًا له، ليصبح زعيم المعارضة.
اقترب كالوِل وحزب العمال من تحقيق النصر في انتخابات عام 1961، إذ كسبوا 15 مقعدًا وكانوا على بُعد مقعدين فقط من الأغلبية. مع ذلك، مُحيت تلك المكاسب في انتخابات عام 1963. كان كالوِل من أبرز المعارضين لمشاركة أستراليا في حرب فيتنام، وهو موقف لم يكن يتمتع بشعبية انتخابية آنذاك، إذ كان سن التصويت لا يزال 21 عامًا. عام 1966، نجا كالوِل من محاولة انقلاب على زعامته من نائبه غوف ويتمان، ونجا من محاولة اغتيال أصيب خلالها بجروح طفيفة، ثم قاد حزبه إلى هزيمة ساحقة في انتخابات عام 1966، إذ حصلوا على أقل من ثلث إجمالي المقاعد. كان عمره آنذاك 70 عامًا، فاستقال من القيادة بعد بضعة أشهر. بقي في البرلمان حتى انتخابات عام 1972 التي شهدت فوز ويتمان برئاسة الوزراء، وتوفي في العام التالي.

## الطفولة والتعليم
وُلد آرثر أوغسطس كالوِل في 28 أغسطس 1896 في غرب ملبورن. كان أكبر أبناء مارغريت آني (ني ماكلوغلين) وآرثر ألبرت كالوِل السبعة. كان والده يعمل ضابط شرطة وتقاعد برتبة مشرف شرطة. وُلد والداه في أستراليا. جده لأمه، مايكل ماكلوغلين، وُلد في مقاطعة لاويش بإيرلندا ووصل إلى ملبورن عام 1847 بعد أن قفز من سفينة. تزوج ماري ميرفي، التي وُلدت في مقاطعة كلير. أما جده لأبيه، ديفيس كالوِل، فكان أيرلنديًا أمريكيًا وُلد في مقاطعة يونيون، بنسلفانيا، ووصل إلى أستراليا عام 1853 خلال حمى الذهب الفيكتورية. تزوج من إليزابيث لويس، وهي امرأة ويلزية، واستقر بالقرب من بالارات، وأصبح لاحقًا رئيس مجلس شورى شاير بانغاري. كان والد ديفيس، دانيال كالوِل، قد هاجر إلى الولايات المتحدة من شمال إيرلندا، وخدم في مجلس نواب ولاية بنسلفانيا في عشرينيات القرن التاسع عشر.
نشأ كالوِل في غرب ملبورن. عندما كان طفلًا، أُصيب بالدفتيريا، ما ترك ندوبًا دائمة على حباله الصوتية وأعطاه صوتًا أجش وأنفيًا طوال حياته. مع أن والده كان أنجليكانيًا، تربى كالوِل على دين والدته الكاثوليكي. بدأ تعليمه في كلية القديسة ماري، المدرسة المحلية التابعة للمرتداريين. عام 1909، فاز بمنحة دراسية إلى كلية القديس يوسف في ملبورن، وهي مدرسة تابعة لإخوة المسيح. كان أحد أصدقائه المقربين في المدرسة ماثيو بيوفيتش، الذي أصبح لاحقًا رئيس أساقفة أديلايد. في مرحلة لاحقة من حياته، قال كالوِل: أنا مدين بكل ما أملكه في حياتي، بعد الرب القدير ووالديّ، لإخوة المسيح.
توفيت والدة كالوِل عام 1913 عن عمر يناهز 40 عامًا، عندما كان ابنها الأكبر يبلغ من العمر 16 عامًا وأصغر أطفالها يبلغ ثلاثة أشهر فقط. تزوج والده مرة أخرى لاحقًا، وتوفي عام 1938 عن عمر 69 عامًا.

## الحياة الشخصية
كان زواج كولويل الأول من مارغريت ماري مورفي عام 1921. توفيت في العام التالي 1922، وبعد عشر سنوات، في 29 أغسطس 1932، تزوج من إليزابيث (بيسي) مارين، وهي امرأة إيرلندية قوية الإرادة وذكية ومثقفة، كانت تعمل محررة اجتماعية -باسم سيسيليا- في الصحيفة الأسبوعية الكاثوليكية ذا تريبيون. عام 1933، أطلقا معًا مجلة المراجعة الإيرلندية منبرًا رسميًا لجمعية الإيرلنديين في ولاية فيكتوريا. التقى كولويل بإليزابيث في دروس اللغة الأيرلندية التي كانت تُنظمها رابطة اللغة الغيلية في ملبورن، وظل مهتمًا باللغة ومتمكنًا منها بطلاقة.
أنجب كولويل من زوجته الثانية طفلين: ماري إليزابيث (ولدت عام 1934) وآرثر أندرو (ولد عام 1937). تُوفي ابنه، المعروف باسم آرت، بمرض اللوكيميا -سرطان الدم- في يونيو 1948 عن عمر 11. تأثر كولويل بشدة بوفاة ابنه، وارتدى بعد ذلك ربطة عنق سوداء فقط. وصفت زوجته لاحقًا هذه الحادثة بأنها أقسى ضربة تعرض لها آرثر في حياته. في الواقع، لم يعد كما كان منذ ذلك اليوم الرهيب. وصفت صحيفة ذا كانبيرا تايمز ابنته عام 1995 بأنها أشد المدافعين عن والدها وأكثرهم إعجابًا به. عام 2013، نشرت سيرة ذاتية متعاطفة عن والدها بعنوان أنا ملتزم بأن أكون صادقًا، على أمل تصحيح ما تعتقد أنه تشويه لإرثه.
خارج الساحة السياسية، كان كولويل من عشاق نادي نورث ملبورن لكرة القدم، وكان أول عضو شرفي مدى الحياة في النادي. وظل دائمًا مخلصًا للكنيسة الكاثوليكية الرومانية رغم صراعاته العديدة مع قادة الكنيسة. قد منحه البابا بولس السادس وسام الفارس القائد مع النجمة من رتبة القديس غريغوريوس الكبير بناءً على ترشيح من الكاردينال الأسترالي مارتن توال، تقديرًا لخدمته مدى الحياة للكنيسة. كان ذلك رغم العداء المحلي الكبير تجاه كولويل من قبل بعض الأساقفة الكاثوليك الذين دعموا الحزب الديمقراطي العمالي المنشق.

## الآراء العنصرية
أثارت ملاحظة كولويل في البرلمان عام 1947، عندما قال: اثنان من وونغ لا يصنعان أبيض، جدلًا واسعًا في حينها، سواء في أستراليا أو خارجها. غالبًا ما يُستشهد بهذا التصريح دليلًا على عنصريته. جاءت هذه العبارة في سياق قضية تتعلق بمقيم صيني يُدعى وونغ كان مهددًا بالترحيل خطأً، ونائب ليبرالي يُدعى توماس وايت، عضو البرلمان عن منطقة بالكلافا، إضافةً إلى كونها تلاعبًا بالألفاظ مع المثل الشهير: اثنان من الأخطاء لا يصنعان صوابًا.
بحسب السجل الرسمي للبرلمان (هانسارد)، قال كولويل: هناك العديد من الأشخاص الذين يحملون اسم وونغ في الجالية الصينية، ولكن يجب أن أقول -وأنا متأكد أن العضو المحترم عن بالكلافا لن يمانع- أن اثنين من وونغ لا يصنعان أبيض.
في سيرته الذاتية، أوضح كولويل أن هذه العبارة كانت دعابة، وأنها حُرّفت كثيرًا حتى أصبحت مزعجة. ألقى باللوم على الصحافة، قائلًا إن بسبب صحفي آسيوي معادٍ لأستراليا، أو ربما بسبب صحفي أسترالي حاقد يكره حزب العمال، حُرف اسم وايت عمدًا ليصبح إشارة إلى لون البشرة.
في عامه الأخير في البرلمان، أدلى كولويل بعدة تصريحات تتعلق بالهجرة غير البيضاء إلى أستراليا. في مارس 1972، أيد علنًا آراء النائب المحافظ البريطاني إينوك باول بشأن العرق، واصفًا المملكة المتحدة لاحقًا بأنها مرت بمأساة سوداء. في مايو 1972، ردًا على تصريحات وزير الجمارك دون تشيب المؤيدة لمجتمع متعدد الأعراق، أصدر كولويل بيانًا عبّر فيه عن معارضته الشديدة للهجرة غير البيضاء إلى أستراليا، قائلاً إنه مذعور من الفكرة.